# ポラリトン

GaPにおけるポラリトンの分散関係。赤線は結合していないフォノンと光子の分散関係。黒線はフォノンと光子が結合した結果(上から上分枝ポラリトン(upper polariton)、LOフォノン、下分枝ポラリトン(lower polariton))。

ポラリトン (Polariton) は、分極と電磁波の混成波である。より厳密には、光学フォノンやプラズモン、励起子などの準粒子とフォトンの量子力学的重ね合わせによって生成される準粒子のことである。
理論上、光などの電磁波は、真空中では何の干渉も受けない純粋な電磁波として、光速度で自由に伝播できると仮想されている。しかし、現実には完全な真空と言える空間は存在しないため、光などの電磁波は常に物質と電磁的な相互作用を及ぼしあって、半分は光の波、半分は物質の波と言える、自由に伝播できない状態になりながら伝わっている。この状態のエネルギーの伝播は粒子性を示すため、概念上考えられる、半分は光で半分は物質という混合状態の準粒子が、ポラリトンである。
自由を奪われているため、ポラリトンは光速度未満の速度でしか伝播されない。光速度一定の概念は理論上仮想されているものにすぎず、現実の宇宙空間は完全な真空ではないため、そのような純粋な電磁波の伝播は起こり得ない。物理的に検出可能な光などの電磁波は必ず物質との相互作用を伴うため、ポラリトンの状態になっていない純粋なフォトン（光の粒子）は仮想の存在にすぎず、直接観測することは事実上不可能である。

## 物理的解釈[要出典]
厳密に正しいとは言い難いが、物理的イメージとしては以下のようなものである。
電磁波が物質内に入射して分極が生成されると、その分極は再び入射光と同等のエネルギーをもった電磁波を放出する。さらに、その電磁波は分極をつくる。
このように、電磁波と分極がエネルギーを交換しながら物質中を伝播する現象およびその物理的量子状態がポラリトンである。部分的に分極であり電磁波でもあり、特定の時間・空間でどちらの状態にあるなどという解釈はせずに、その混合状態として取り扱うのがポラリトンである。
分極と電磁波を個別に考えるのではなく、その混合状態をポラリトンとして扱うことによって、全く異なる物理が見えてくる（#ポラリトンの導出を参照）。

## フォノン-ポラリトンと励起子ポラリトン
分極とフォトンのカップリングのなかでも、光学フォノンと電磁波によるものをフォノン-ポラリトンと呼び、励起子と電磁波によるものを励起子ポラリトンと呼ぶ。そのほか、様々な準粒子とフォトンの結合によるポラリトンの存在が知られている。

## ポラリトンの導出[要出典]
分極の運動方程式とマクスウェル方程式を連立させることによって得られる。

## 応用

### 研究
ポラリトンの状態になると光の速度が低下する現象を応用すれば、気体を用いた量子コンピューターが実現すると考えられている。ハーバード大学物理学科のレネ・ハウ教授の研究チームは、摂氏零下273.15度に冷やしたナトリウムガスを用い、ハーバード大学天文学科のロナルド・ウォルズワース講師の研究チームは摂氏70度から90度のルビジウムガスを用いて、気体の中に光の信号を閉じ込めたり取り出すことに、ほぼ同時期に成功している。これらの実験では、容器に閉じ込めたガスに、スイッチの働きをするレーザー光線を照射しながら、約10マイクロ秒の光のパルスを入射させ、スイッチ用のレーザー光線を切ることで、光のパルスの伝播速度を低下させる方法を採っている。再びスイッチ用のレーザー光線を照射すると、元通りの光のパルス信号を取り出せることが確認された。
リーン・ハウ教授のチームの成果は2001年1月25日付けのネイチャーの誌上で、ロナルド・ウォルズワース講師のチームの成果は2001年1月29日付けのフィジカル・レビュー・レターズの誌上で紹介されたことによって、「光の信号を止める技術の発見」として各種新聞紙面上などで報じられた。当時行われた実験では、パルス信号を閉じ込めることが出来た時間は、500から1000マイクロ秒であった。これらの基礎研究を踏まえて、プラズマ状態の気体を用いた量子コンピューターの開発に向けた、応用的な試みが今も続けられている。

### ポラリトロニクス
光と物質の相互作用を応用する分野は、ポラリトロニクスと呼ばれている。半導体微小共振器中でナノメートルスケールで精密に制御できるようになってきている。ポラリトンレーザー発信器の一例としては、ガリウムヒ素発光ダイオードをポラリトン状態にして直接発光させることに成功したケースなどがある。近年このようなポラリトロニック・デバイスの開発が盛んになっている。